# Astraeus sirindhorniae
Astraeus sirindhorniae ist eine Pilzart aus der Familie der Sclerodermataceae.

## Merkmale

### Makroskopische Merkmale
Astraeus sirindhorniae bildet 24,5–55 mm große, kugelige bis ellipsoide Fruchtkörper aus, deren Exoperidie bei Reife sternförmig in 6–8 Lappen aufreißt. Innerhalb der Exoperidie ist eine blasse, dünne, gestielte Endoperidie, die die pulverige, zuerst purpurn bis kastanienbraune, später dattel- bis erdbraune Gleba beinhaltet. Nach dem Aufreißen ist der gesamte Fruchtkörper 40–100 mm groß. Die Exoperidie ist dann gelb- bis tabakbraun und schuppig und besteht aus mindestens drei unterscheidbaren Schichten.

### Mikroskopische Merkmale
Die 1050–1100 µm dicke Subpellis der Exoperdie ist pseudoparenchymatisch aufgebaut, dh, es bildet sich ein Scheingewebe aus dickwandigen, parallelen bis gewölbten Hyphen. Schnallen sind nicht vorhanden. Die Endoperidie besteht aus bräunlichen, ineinander verwobenen, unverzweigten und unseptierten Hyphen, die ebenso keine Schnallen besitzen. Das Capillitium besteht aus langen ineinander verwobenen, hyalinen, unseptierten Fasern.
Die erd- bis dattelbraunen Sporen sind kugelig, (5,2)-6–11 µm im Durchmesser und ornamentiert mit schmalen abgerundeten, an der Spitze verjüngten Höckern, die in Gruppen ineinanderfließen können.

## Ökologie und Vorkommen
Astraeus sirindhorniae kommt in trockenen, laubwerfenden Wäldern mit Baumarten wie Dipterocarpus tuberculatus, Shorea obtusa und Shorea siamensis vor. Er wurde gesellig während der Regenzeit meist halb eingegraben in Ultisolen gefunden. Über die Ökologie ist noch sehr wenig bekannt. Da viele Vertreter der Kartoffelbovistverwandten eine Mycorrhiza mit sehr vielen Baumarten eingehen, und Zweiflügelfruchtbäume (Dipterocarpus) als Baumpartner bekannt sind, bildet Astraeus sirindhorniae  vermutlich ebenfalls eine Mykorrhiza aus. Genauere Forschungen stehen aber noch aus.
Die Art ist bisher (Stand 2014) nur aus dem nördlichen und nordöstlichen Thailand bekannt.

## Systematik
Astraeus sirindhorniae wurde 2014 von Roy Watling, Cherdchai Phosri, Prakitsin Sihanonth, Andrew W. Wilson & María P. Martín erstbeschrieben. Er zählt zur Gattung der Wettersterne, die zur Familie  Kartoffelbovistverwandten (Sclerodermataceae) innerhalb der Ordnung der Dickröhrlingsartigen (Boletales) zählen. Manche Autoren zählen sie allerdings zur Familie der Diplocystaceae.

## Etymologie
Astraeus sirindhorniae wurde zu Ehren der thailändischen Prinzessin Maha Chakri Sirindhorn benannt.